# Гадасса, или одна ночь с царём
Гадасса, или одна ночь с царём (англ. Hadassah: One Night with the King) — роман американского пастора Томми Тинни, автора бестселлеров серии Gos Chasers, включая God’s Favorite House, The God Catchers, God’s Eye View и The Prayers of a God Chaser, переведенных более чем на тридцать языков, написанный совместно с Марком Эндрю Олсеном, выпускником университета Бэйлора, лауреатом премии Christy Award, в 2004 году, повествующий об одной из самых известных библейских женщин — Эсфири. Роман написан в жанре беллетристики.
Роман был написан следом за аналогичном произведением Натаниэля Вейнреба (англ. Nathaniel Weinreb) «Эсфирь».

## Сюжет
Юная Гадасса становится свидетельницей убийства своих родителей, когда ей было всего 7 лет. Она растет в доме своего кузена Мардохея. В Персии тех времен процветает антисемитизм, поэтому Мардохей держит Гадассу в уединении, сам же не посещает синагогу и не носит еврейскую одежду, чтобы сохранить семью в безопасности.
Когда царица Вашти бросает вызов своему царю, царь Ксеркс приказывает собрать всех девушек, чтобы выбрать себе новую жену. Самая прекрасная из кандидаток станет царицей. Гадасса обещает Марходею, что скроет своё еврейское происхождение, будучи во дворце. Она берет имя Стар, позже Эсфирь. В стенах дворца она изучает царя, надеясь искренне добиться его расположения, вместо того, чтобы наслаждаться богатством, как другие кандидатки. Впервые она открывает для себя Бога и способность любить, объединив это в стремлении добиться царя.
Это кульминационный момент всей книги, когда Эсфирь охватывает любовь к Богу и царю, она понимает, что любовь более сильное чувство, чем покорность и рабство. Она использует свой опыт, чтобы передать современному поколению, как отдавать всю любовь мужу.
Хаман племени Агагидов, врагов евреев, убивших родителей Гадассы, пытается захватить власть в Персии. Он добивается указа уничтожить все еврейское население. Эсфирь, жертвуя своей жизнью, решается попросить царя отменить этот указ.
Этот рассказ разворачивается в истории современной израильской женщины, которая получает письмо царицы Эсфири, которое передается женщинам её семьи перед браком. Там рассказывается о тайнах преданности и близости. Её современная тезка, Гадасса, утверждается в своем желании поддерживать мужа во всех его начинаниях.

## Персонажи
- Гадасса/Эсфирь — сирота, воспитанная евреем Мардохеем, впоследствии становится царицей.
- Мардохей — воспитатель Эсфири, спас жизнь царю, раскрыв заговор.
- Ксеркс — царь Персии, сын Дария I, муж Эсфири.
- Хаман — царевич Агагидский, противник евреев.

## Художественные особенности
Роман написан в стиле Mise en abyme, современная израильтянка Гадасса Кессельман должна выйти замуж за премьер-министра Израиля, и перед бракосочетанием ей передают в Храме Книги письмо царицы Эсфири. Глазами современной Гадассы открывается жизнь Персидской империи до нашей эры.
Написанный с христианской точки зрения роман воспроизводит основные моменты Книги Эсфири и исторические предпосылки еврейского праздника Пурим.

## Критика
Publishers Weekly: 

Сексуальное напряжение и насилие, столь необходимые для повествования, представлены довольно безобидно для христианского читателя, но несколько неожиданных эпизодов могут вывести читателя из состояния равновесия. Читатели CBA должны наслаждаться одной из самых храбрых героинь Библии.— Reed Business Information, 2003
Road to Romance: 

Волнующий древний роман с нотами неожиданности, тайны и интриги, переплетенными воедино. Я настоятельно рекомендую Хадассу. — Linda Mae Baldwin , 1 декабря 2003
Bookloons.com: 

Я не могу сказать ничего другого хорошего, кроме такая свежея ретроспектива к знакомой истории. Гадасса — блестящее повествование библейской Книги Эсфири. — Melissa Parcel, 2004
Messianic Times: 

Это талант пересказать классическую историю таким образом, как это сделали Томми Тинни и Марк Эндрю Олсен. Описания характеров и пейзажа — внушительно, проведено большое исследование с целью создать Гадассу. Не скажу, что это ориентированный на западного читателя вариант, но все же, мы думали, что знаем все, а оказалось нет.— Messianic Times, февраль-март 2004

## Экранизация
В 2006 году книга была экранизирована режиссёром Майклом Сайбелом с Тиффани Дюпон в роли Гадассы/Эсфири и Люком Госсом в роли царя Ксеркса.